# Каменка (Гороховский сельсовет)
Ка́менка (бел. Каменка) — деревня в составе Глушанского сельсовета Бобруйского района Могилёвской области Белоруссии.

## История
До 20 ноября 2013 года входила в состав Гороховского сельсовета.

## Население
- 1999 год — 22 человека
- 2010 год — 14 человек

## Достопримечательность
- Памятник погибшим землякам в годы войны
- Памятник жертвам фашизма. Мемориальный комплекс был создан в 1978 году на месте расстрела 5 281 еврея 6-8 ноября 1941 года. Мемориал был реконструирован в 2006 году.